# Paulo Alves Romão
Paulo Alves Romão (ur. 6 kwietnia 1964 w Barra do Jacaré) – brazylijski duchowny katolicki, biskup pomocniczy Rio de Janeiro w latach 2017–2025, biskup Paranaguá (nominat).

## Życiorys
Święcenia kapłańskie przyjął 28 czerwca 1997 i został inkardynowany do archidiecezji Rio de Janeiro. Pracował głównie jako duszpasterz parafialny, był także m.in. wykładowcą kilku uczelni kościelnych, kierownikiem kurialnego departamentu ds. nauczania religii oraz archidiecezjalnym duszpasterzem akademickim.
7 grudnia 2016 papież Franciszek mianował go biskupem pomocniczym archidiecezji Rio de Janeiro oraz biskupem tytularnym Kalamy. Sakrę otrzymał 28 stycznia 2017 z rąk kardynała Orani João Tempesta - arcybiskupa Rio de Janeiro. 20 sierpnia 2025 papież Leon XIV mianował go biskupem diecezjalnym Paranaguá. 